# Karabagh
 (août 2024).
Si vous disposez d'ouvrages ou d'articles de référence ou si vous connaissez des sites web de qualité traitant du thème abordé ici, merci de compléter l'article en donnant les références utiles à sa vérifiabilité et en les liant à la section « Notes et références ».
Pour les articles homonymes, voir Karabagh (homonymie).

Le Karabagh dans les frontières de l'Azerbaïdjan et de l'Arménie.

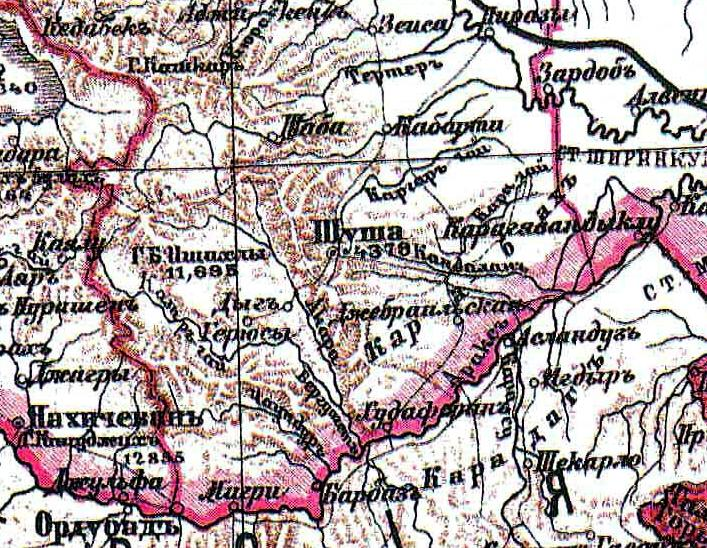
Le Karabagh, carte de l'Encyclopédie Brockhaus et Efron.

Le Karabagh ou Karabakh (en arménien Ղարաբաղ : Łarabał API: /ʁɑɾɑˈbɑʁ/, en azéri Qarabağ API: /ɡɑˈrɑbɑɣ/) est une région géographique et historique de la Transcaucasie couvrant l'ouest de l'Azerbaïdjan et le sud de l'Arménie, des hauteurs du Petit Caucase jusqu'aux basses terres situées entre la Koura et l'Araxe. Il se subdivise en trois sous-régions : le Haut-Karabagh, le Bas-Karabagh et la Siounie. Il occupe la frange nord-est du haut-plateau arménien.
Selon le point de vue azéri, le Karabagh se limite au Haut-Karabagh, et constitue la Région économique du Karabagh.

## Étymologie

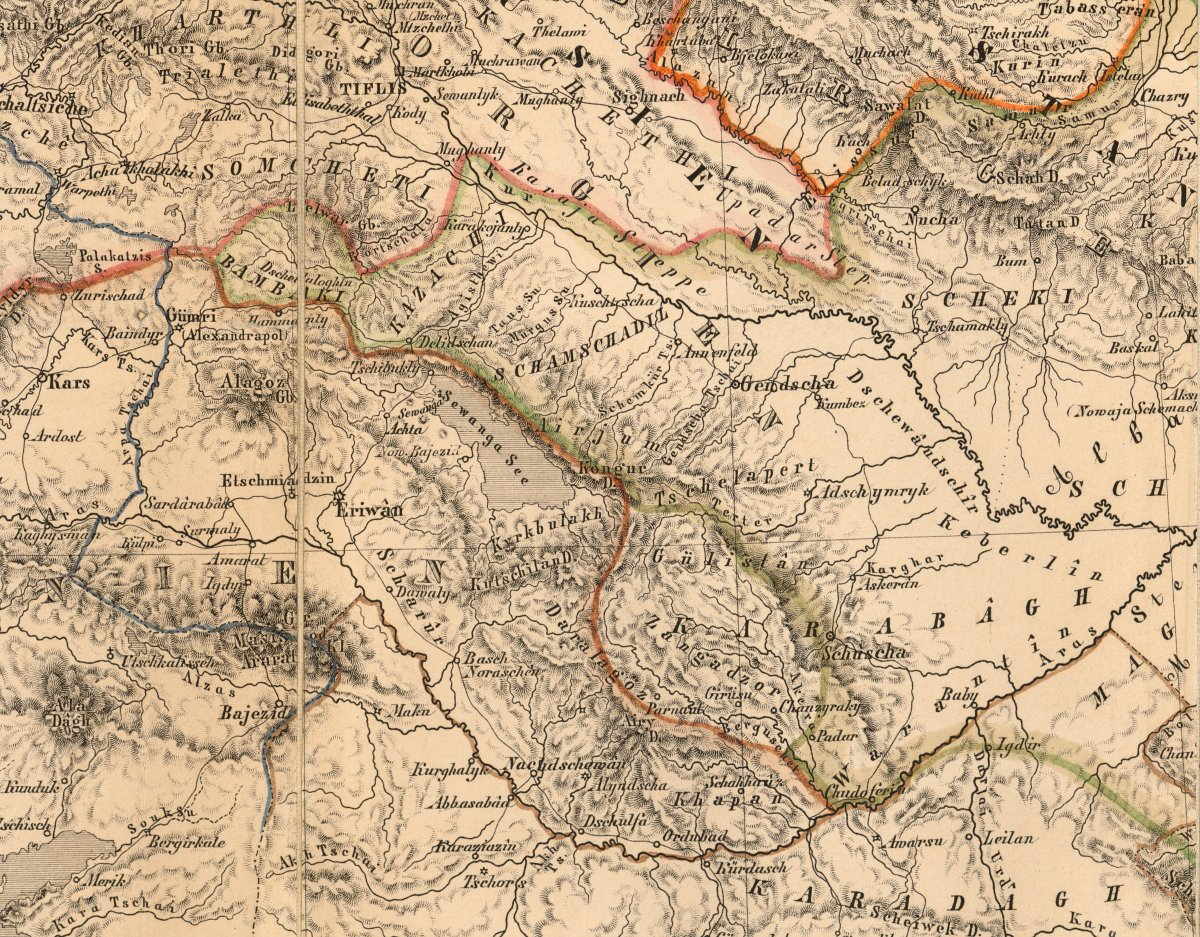
Le Karabagh et le Karadagh de part et d'autre de l'Araxe dans le coin inférieur droit d'une carte de 1856.

Le nom Karabagh provient du turc kara « noir » et du persan bâğ « jardin ». Ce nom signifie donc littéralement « jardin noir », la couleur noire correspondant au septentrion.
Le Karabagh est mentionné sous ce nom pour la première fois dans la Chronique géorgienne (Kartlis Tshovreba) et dans des sources persanes aux XIIIe et XIVe siècles. Il devient commun dès les années 1230, lorsque la région est conquise par les Mongols. La conquête militaire et politique conduite par l'Ilkhan se traduit alors par une réinvention du vocabulaire géographique. Karabagh, zone de culture, répond, au Karadagh (en), « montagne noire » ou « mont du nord » voisin.
Une autre théorie donne au nom une origine turco-arménienne signifiant « Grand Baghk », en référence au royaume de Ktish-Baghk, une des composantes de l'Artsakh.

## Histoire
Le Khanat du Karabagh a été créé en 1747, englobant le sud des provinces arméniennes de Syunik et d'Outik, ainsi que l'ensemble de l'Artsakh. Au XIXe siècle, après l'annexion de l'Arménie orientale par la Russie, les khanats du Karabakh et de Gandja ont été réunis dans le gouvernement d'Elisavetpol. En 1921, lorsque le sud de la province de Syunik (Zangezur, aujourd'hui Syunik Marz) a finalement été intégré à la République socialiste soviétique d'Arménie, l'Artsakh est devenue la partie montagneuse du Karabakh. En 1923, l'oblast autonome du Haut-Karabakh a été créée dans cette région à population arménienne, tandis que les territoires en dehors de cette zone étaient désignés sous le nom de « Bas Karabagh ».
Aujourd'hui, la plaine d'Artsakh est distincte de la partie montagneuse de l'Artsakh, afin de refléter que cette région appartient à l'Azerbaïdjan. En ce qui concerne la partie montagneuse de l’Artsakh, cet État, indépendant de facto depuis le 2 septembre 1991, a retrouvé son nom historique arménien et s’appelle « Artsakh » depuis février 2017. Cependant, l'Azerbaïdjan a récupéré ce territoire qu'il revendiquait et un accord de paix ainsi qu'une reconnaissance de la souveraineté azerbaïdjanaise sur le Karabagh ont été actés par les deux gouvernements en 2025.

## Géographie
Le Karabagh est une région naturelle et historique, principalement montagneuse, comprise entre l'Araxe, au sud, cette rivière formant la frontière avec l'Iran, et la Koura, à l'est, se situant dans le sud de l'Arménie et l'ouest de l'Azerbaïdjan. La région naturelle caucasienne est bordé à l'ouest par le Nakhitchevan et au nord par la région de Gardman, parfois nommée Artsakh du Nord. Le Karabagh peut être subdivisé en trois régions, d'ouest en est : la Siounie ou Zanguezour, le Haut-Karabagh, le Bas-Karabagh. Les deux premières sont montagneuses, alors que la dernière est constitué de plaines à la confluence de l'Araxe et de la Koura.
Bas-Karabagh est un terme politique qui correspond au territoire de la plaine de Mil, située dans la partie orientale du Karabagh et peuplée principalement d'Azéris. Selon la division administrative de l'Azerbaïdjan, cette région englobe les régions de Barda, Tartar, Aghjabed, Beilagan, Fizouli et Agdam. La plupart des deux dernières étaient sous le contrôle de la République du Haut-Karabagh entre 1993 et 2020.
Le Karabagh comprend la province arménienne historique d'Artsakh ainsi qu'une partie de celles d'Outik et de Siounie. Sa ville principale est Chouchi.
Selon le point de vue azéri, le Karabagh se limite au Haut-Karabagh, et constitue la Région économique du Karabagh.
| Siounie ou Zanguezour                  | Haut-Karabagh                  | Bas-Karabagh                   |
| -------------------------------------- | ------------------------------ | ------------------------------ |
|                                        |                                |                                |
| Zones montagneuses Arménie Azerbaïdjan | Zones montagneuses Azerbaïdjan | Plaines et steppes Azerbaïdjan |

## Dialecte du Karabagh
La population arménienne de la région parle le dialecte du Karabagh, premier des dialectes arméniens par le nombre de locuteurs jusqu'à la période soviétique, lorsque le dialecte d'Erevan est devenu la langue officielle de la République socialiste soviétique d'Arménie et s'est imposé.